# Kroatisch kenteken
Het Kroatisch kenteken bestaat uit een rechthoekige witte plaat met zwarte letters. Beginnende met een tweeletterige regiocode, gevolgd door het wapen van Kroatië, 3 of 4 cijfers en 2 letters.

## Regiocodes

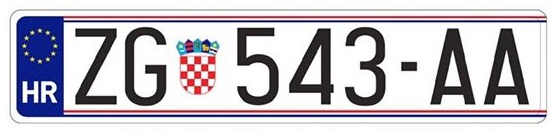
Nieuw EU-kenteken sinds 2016

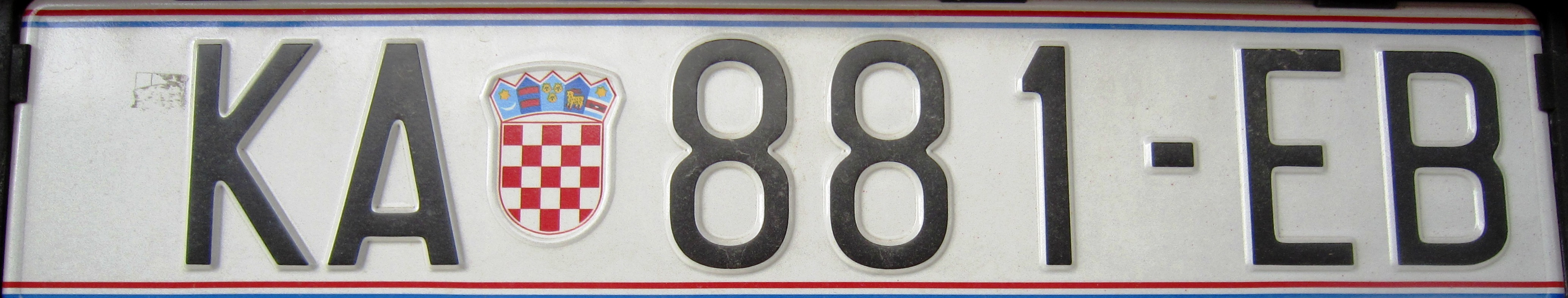
Kenteken uit Karlovac

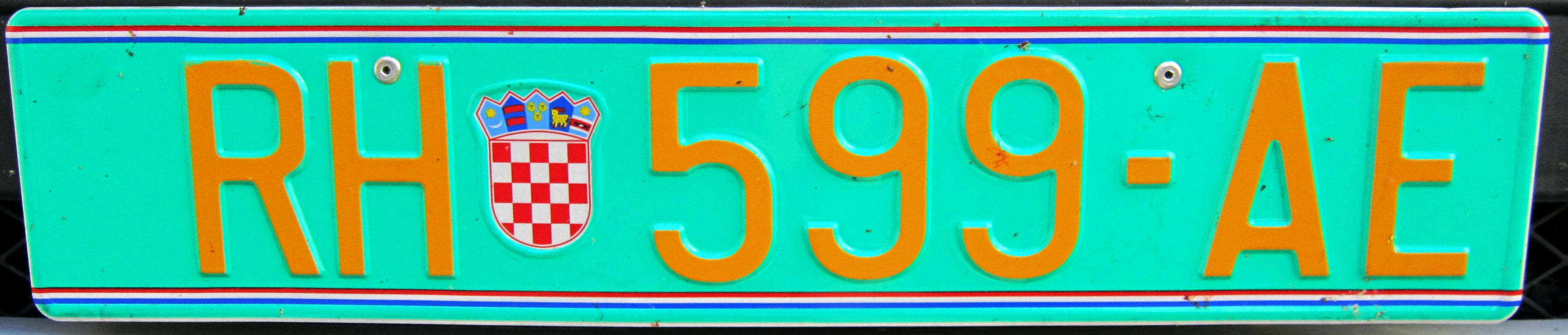
CD-kentekenplaat

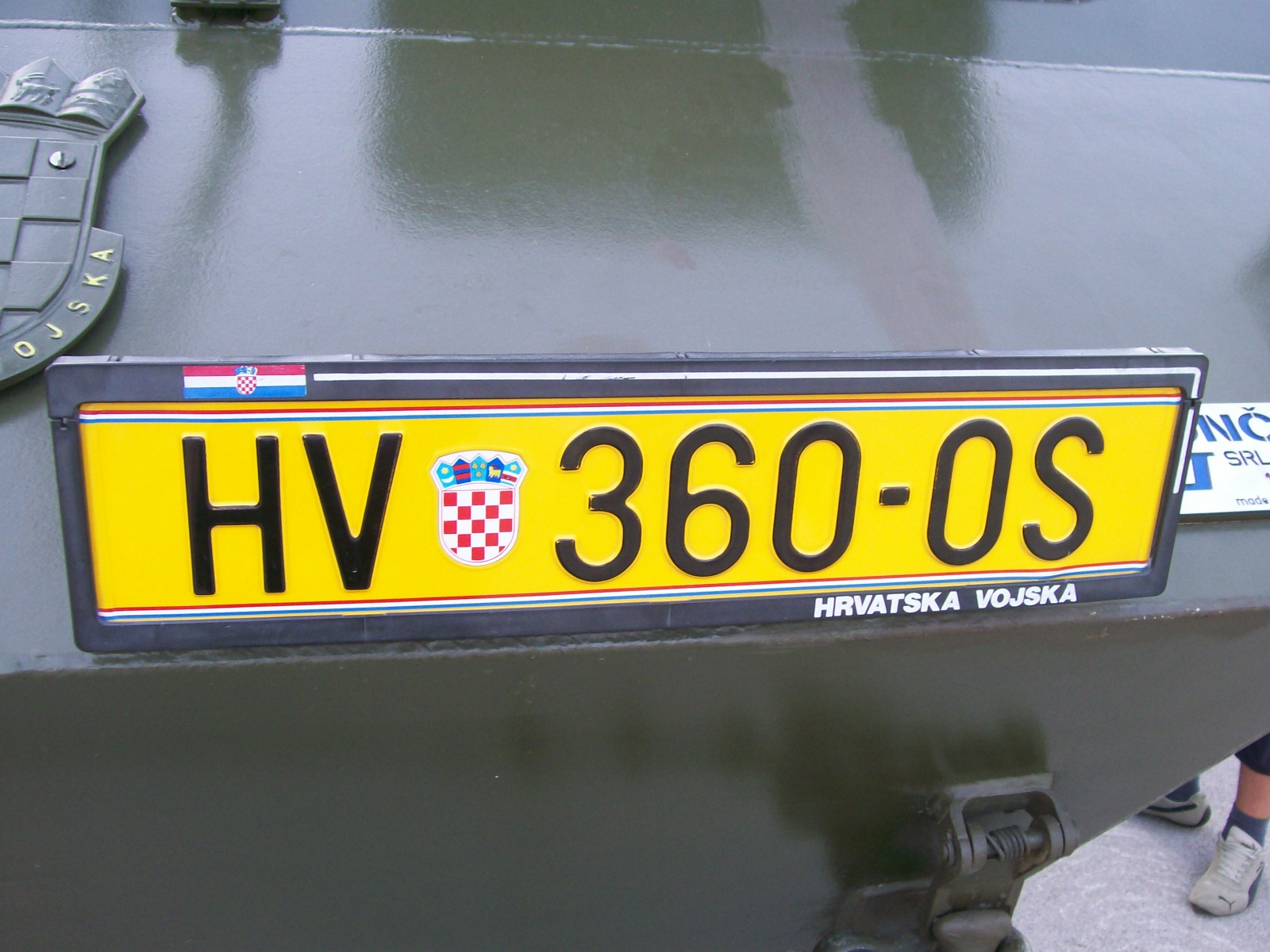
Militaire kentekenplaat.
HV staat voor Hrvatska Vojska (=Kroatische Strijdkrachten)

| - BJ – Bjelovar - BM – Beli Manastir - ČK – Čakovec - DA – Daruvar - DE – Delnice - DJ – Đakovo - DU – Dubrovnik - GS – Gospić - IM – Imotski - KA – Karlovac - KC – Koprivnica - KR – Krapina - KT – Kutina - KŽ – Križevci - MA – Makarska - NA – Našice - NG – Nova Gradiška | - OG – Ogulin - OS – Osijek - PU – Pula - PŽ – Požega - RI – Rijeka - SB – Slavonski Brod - SK – Sisak - SL – Slatina - ST – Split - ŠI – Šibenik - VK – Vinkovci - VT – Virovitica - VU – Vukovar - VŽ – Varaždin - ZD – Zadar - ZG – Zagreb - ŽU – Županja |